# Rödhuvad dvärgrall
Rödhuvad dvärgrall (Rufirallus xenopterus) är en sydamerikansk fågel i familjen rallar. Den förekommer i våtmarker i ett litet område i sydöstra Paraguay, Bolivia och angränsande sydöstra Brasilien. Arten är fåtalig och tros minska i antal, och anses därför vara utrotningshotad av IUCN, som kategoriserar den som sårbar (VU).

## Utseende och läten
Rödhuvad dvärgrall är en mycket liten (14 cm) och tydligt tecknad rall. Huvud och hals är rostbruna, ryggen mer brun och vingar och stjärt svarta. Vingtäckana är tydligt svartvitbandade. Den har orangebeige bröst och ljusare strupe, medan resten av undersidan är vit, på buken svartbandad. Undre stjärttäckarna är svarta och benen gråbruna. Lätet beskrivs som en utdragen och något fallande drill liknande andra arter som rödsidig dvärgrall. Även ihåliga "piú piú" hörs.

## Utbredning och systematik
Fågeln förekommer endast i ett begränsat område i våtmarker i sydöstra Paraguay, Bolivia (Beni) och intilliggande sydöstra Brasilien. Den behandlas som monotypisk, det vill säga att den inte delas in i några underarter.

### Släktskap
Rödvit dvärgrall placerades tidigare i släktet Laterallus men har förts till Rufirallus efter genetiska studier. Den är allra närmast släkt med rödvit dvärgrall (R. leucopyrrhus).

## Levnadssätt
Rödhuvad dvärgrall hittas i lågliggande våtmarker eller översvämmade gräsmarker i Cerradon, i områden med täta grästuvor (0,3 till två meter höga) och vanligen 0,5 till två centimeter med stående vatten. Dessa gräsmarker ligger ofta i kulliga områden intill galleriskog, men fynd i Bolivia har gjorts i delvis översvämmad savann och i ett område med Cyperus giganticus kring en sjö.

## Status
Arten har endast påträffats i tio väl skilda områden. Den tros också ha en liten världspopulation uppskattad till under 10 000 vuxna individer och antas minska i antal till följd av habitatförstörelse. Internationella naturvårdsunionen IUCN kategoriserar därför arten som sårbar.